# Cantón de Argelès-Gazost
El cantón de Argelès-Gazost era una división administrativa francesa, que estaba situada en el departamento de Altos Pirineos y la región de Mediodía-Pirineos.

## Composición
El cantón estaba formado por veintitrés comunas:
- Adast
- Agos-Vidalos
- Arcizans-Avant
- Argelès-Gazost
- Artalens-Souin
- Ayros-Arbouix
- Ayzac-Ost
- Beaucens
- Boô-Silhen
- Cauterets
- Gez
- Lau-Balagnas
- Ouzous
- Pierrefitte-Nestalas
- Préchac
- Saint-Pastous
- Saint-Savin
- Salles
- Sère-en-Lavedan
- Soulom
- Uz
- Vier-Bordes
- Villelongue

## Supresión del cantón de Argelès-Gazost
En aplicación del Decreto n.º 2014-242 de 25 de febrero de 2014, el cantón de Argelès-Gazost fue suprimido el 22 de marzo de 2015 y sus 23 comunas pasaron a formar parte del nuevo cantón de Valle de los Gaves.